# Ascaricus

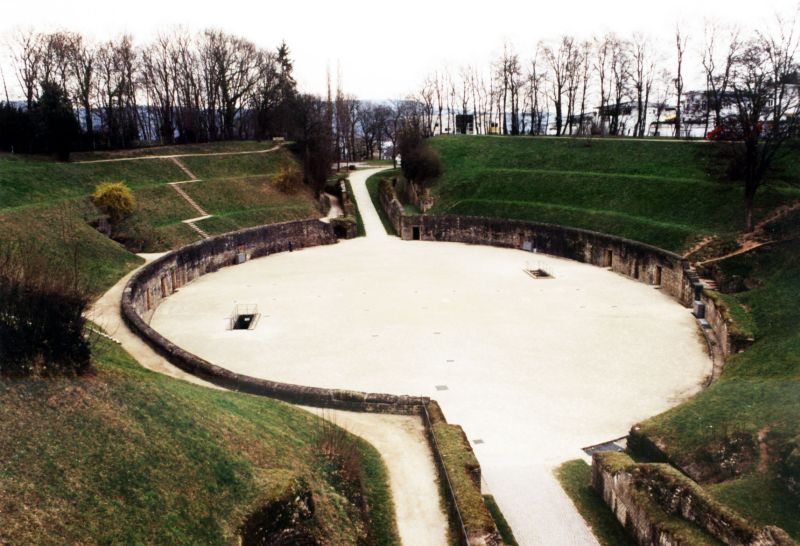
Todesort von Ascaricus und Merogaisus, das Amphitheater in Trier.

Ascaricus (auch Asacaricus) war ein fränkischer Anführer (Kleinkönig) im frühen 4. Jahrhundert.
Ascaricus wurde 306 oder 307 von Konstantin dem Großen besiegt, der einen Feldzug gegen die Franken am Rhein führte. Die Datierung der Niederlage ist nicht ganz präzise, da nur der ungefähre Zeitpunkt bekannt ist: Sie muss nach dem Tod von Konstantins Vater Constantius I. (Ende Juli 306) und vor der Entstehung des Panegyricus auf Konstantin von 307 stattgefunden haben. Letzterer nennt aber im Gegensatz zum Panegyricus auf Konstantin von 310 (siehe unten) keine Namen.
Zusammen mit Ascaricus geriet auch der fränkische Kleinkönig Merogaisus in Gefangenschaft. Beide wurden wilden Tieren im Amphitheater von Augusta Treverorum (dem heutigen Trier) vorgeworfen. (Aufgrund der Schwierigkeit, an Löwen zu gelangen und deren kostspieligen Unterhalts vermutet Alexander Demandt, dass es sich dabei vermutlich eher um Bären als um Löwen gehandelt habe.) Über die Hinrichtung berichtet der anonyme Panegyrikus auf Konstantin aus dem Jahr 310, der beide Kleinkönige namentlich nennt. Ein Hinweis findet sich auch bei Eutropius, der allerdings keine Namen angibt. In zwei weiteren Panegyrici wird die Episode am Rande erwähnt: beim bereits erwähnten anonymen Panegyriker von 307 und bei Nazarius (321).
Über Ascaricus selbst ist ansonsten faktisch nichts bekannt; er gehörte aber möglicherweise zum Stamm der Brukterer. Dem Panegyriker von 310 zufolge brachen die Franken die Verträge mit Rom und nutzten den Tod von Constantius I. im Jahr 306 aus, um römisches Territorium zu verletzen. Münzfunde legen nahe, dass sie womöglich bis zur Somme vordrangen. Konstantin fing sie auf ihrem Rückweg zum Rhein ab und unternahm später noch einen Feldzug in das Frankenland, wobei der Kaiser anscheinend zur Vergeltung größere Verwüstungen anrichtete.
Der Sieg Konstantins wurde in der Herrschaftspropaganda des Kaisers deutlich hervorgehoben. Ein Sieg über „barbarische“ Könige wurde in der spätantiken Panegyrik ohnehin betont, vor allem aber hatte sich Konstantin bei seinem ersten selbstständig geführten Feldzug als Kaiser bewährt.